# Morlanne
Pour les articles homonymes, voir Morlanne (homonymie).
Morlanne (en béarnais Morlana ou Mourlane) est une commune française située dans le département des Pyrénées-Atlantiques, en région Nouvelle-Aquitaine.
Le gentilé est Morlannais. La chanson Morlana du groupe Nadau est centrée sur le village.

## Géographie

### Localisation
La commune de Morlanne se trouve dans le département des Pyrénées-Atlantiques, en région Nouvelle-Aquitaine.
Sur le plan historique et culturel, Morlanne fait partie de la province du Béarn, qui fut également un État et qui présente une unité historique et culturelle à laquelle s’oppose une diversité frappante de paysages au relief tourmenté.
Elle se situe à 36 km par la route de Pau, préfecture du département, et à 23 km d'Artix, bureau centralisateur du canton d'Artix et Pays de Soubestre dont dépend la commune depuis 2015 pour les élections départementales. 
La commune fait en outre partie du bassin de vie d'Artix.
Les communes les plus proches sont : 
Casteide-Candau (2,3 km), Pomps (2,5 km), Piets-Plasence-Moustrou (2,8 km), Arget (3,4 km), Bouillon (3,4 km), Géus-d'Arzacq (3,7 km), Uzan (4,4 km), Montagut (4,5 km).

### Communes limitrophes
Les communes limitrophes sont  Arget, Bouillon, Casteide-Candau, Garos, Hagetaubin, Piets-Plasence-Moustrou et Pomps.
| Casteide-Candau | Arget    | Piets-Plasence-Moustrou |
| Hagetaubin      | Morlanne | Garos                   |
|                 | Pomps    | Bouillon                |

### Hydrographie

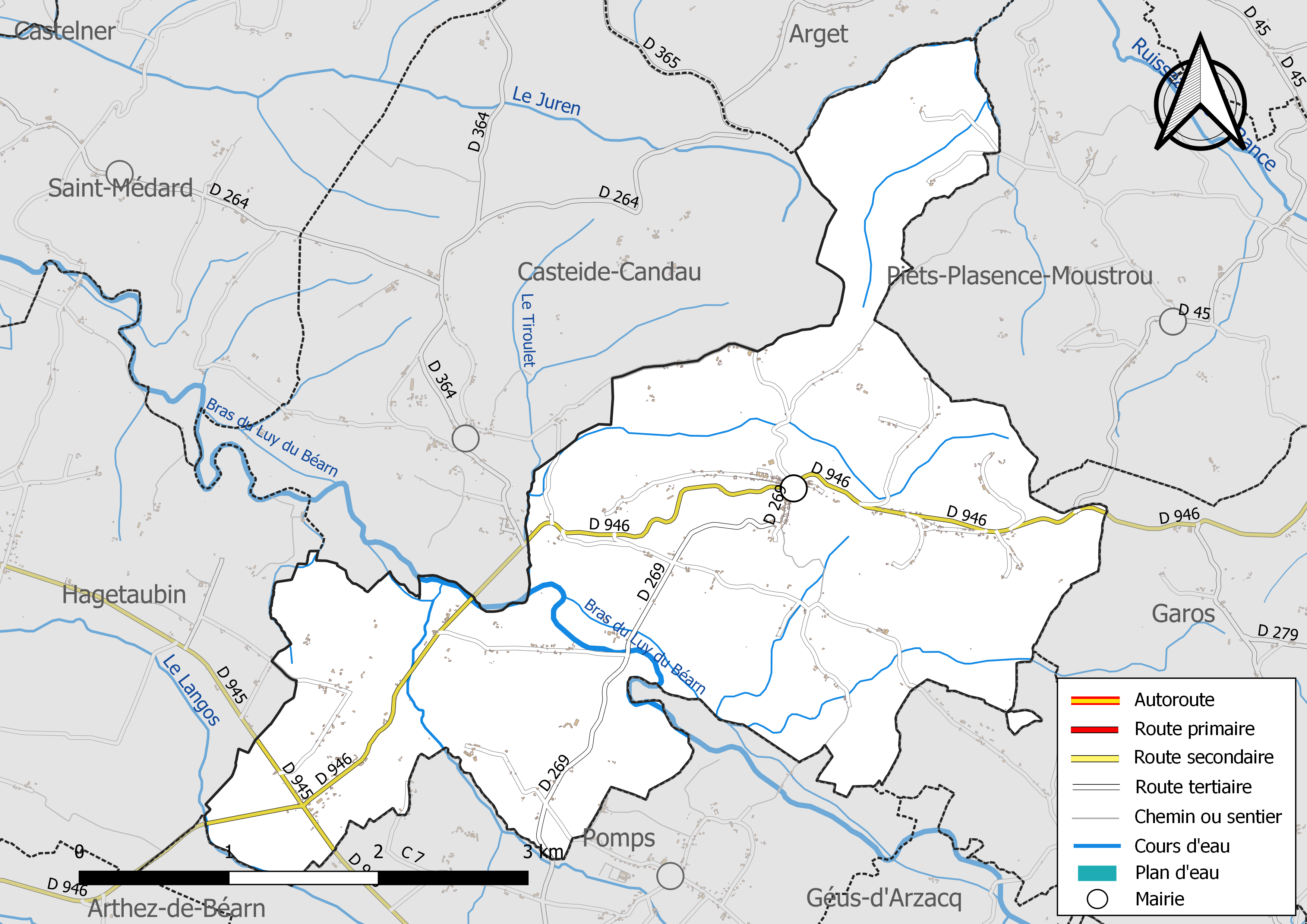
Réseaux hydrographique et routier de Morlanne.

La commune est drainée par le Luy de Béarn, le Langos, un bras du Luy de Béarn, le Tiroulet, et par divers petits cours d'eau, constituant un réseau hydrographique de 17 km de longueur totale,.
Le Luy de Béarn, d'une longueur totale de 76,6 km, prend sa source dans la commune d'Andoins et s'écoule du sud-est vers le nord-ouest. Il traverse la commune et se jette dans le Luy à Gaujacq, après avoir traversé 30 communes.

### Climat
Pour des articles plus généraux, voir Climat de la Nouvelle-Aquitaine et Climat des Pyrénées-Atlantiques.
Historiquement, la commune est exposée à un climat de montagne.  
En 2020, Météo-France publie une typologie des climats de la France métropolitaine dans laquelle la commune est dans une zone de transition entre le climat océanique et le climat de montagne et est dans la région climatique Pyrénées atlantiques, caractérisée par une pluviométrie élevée (>1 200 mm/an) en toutes saisons, des hivers très doux (7,5 °C en plaine) et des vents faibles.
Pour la période 1971-2000, la température annuelle moyenne est de 13,4 °C, avec une amplitude thermique annuelle de 14,5 °C. Le cumul annuel moyen de précipitations est de 1 160 mm, avec 11,8 jours de précipitations en janvier et 7,8 jours en juillet. Pour la période 1991-2020, la température moyenne annuelle observée sur la station météorologique la plus proche, située sur la commune de Pomps à 3 km à vol d'oiseau, est de 14,1 °C et le cumul annuel moyen de précipitations est de 1 062,2 mm,. Pour l'avenir, les paramètres climatiques de la commune estimés pour 2050 selon différents scénarios d’émission de gaz à effet de serre sont consultables sur un site dédié publié par Météo-France en novembre 2022.

### Milieux naturels et biodiversité
Aucun espace naturel présentant un intérêt patrimonial n'est recensé sur la commune dans l'inventaire national du patrimoine naturel,,.

## Urbanisme

### Typologie
Au 1er janvier 2024, Morlanne est catégorisée commune rurale à habitat dispersé, selon la nouvelle grille communale de densité à sept niveaux définie par l'Insee en 2022.
Elle est située hors unité urbaine. Par ailleurs la commune fait partie de l'aire d'attraction de Pau, dont elle est une commune de la couronne,. Cette aire, qui regroupe 227 communes, est catégorisée dans les aires de 200 000 à moins de 700 000 habitants,.

### Occupation des sols

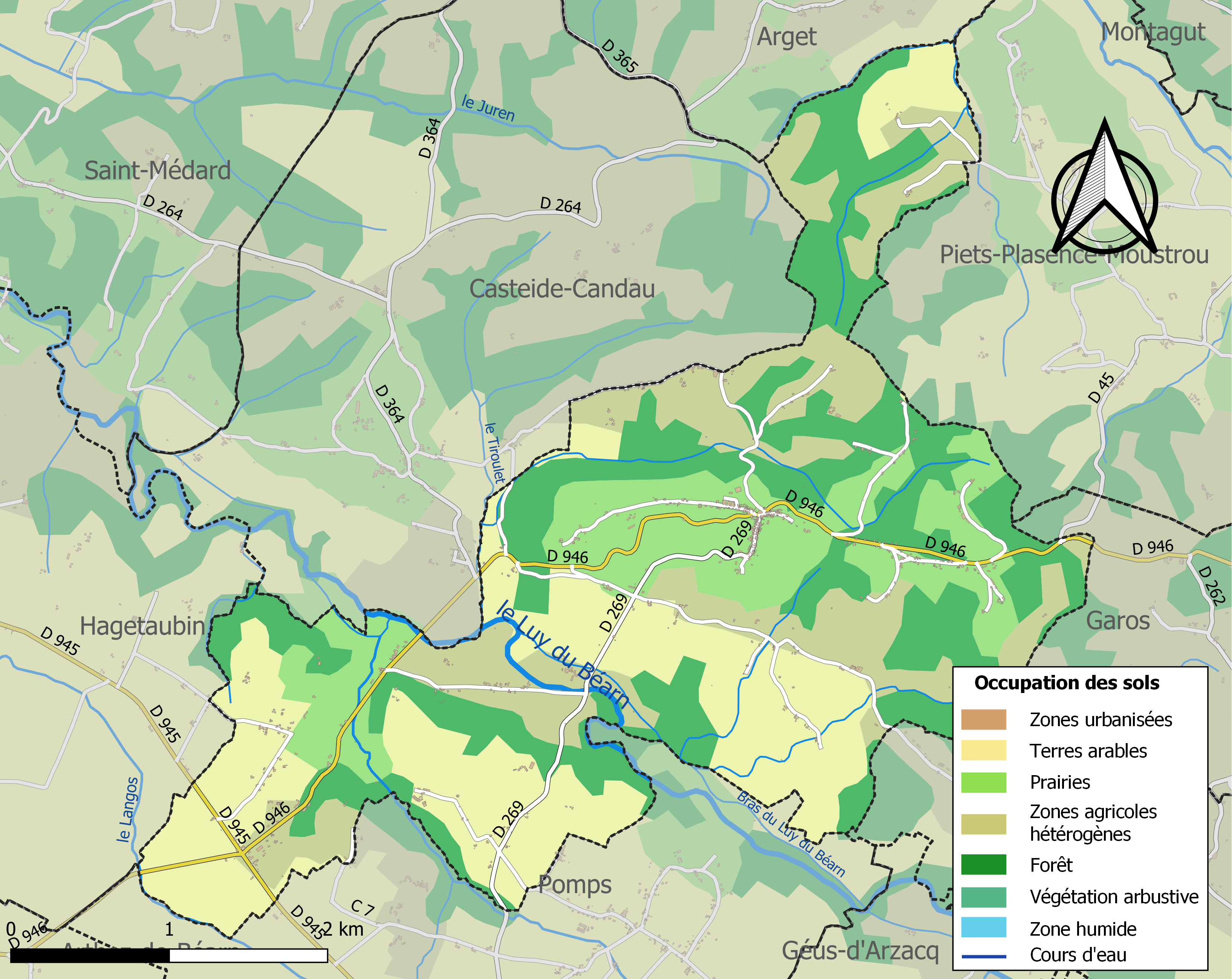
Carte des infrastructures et de l'occupation des sols de la commune en 2018 (CLC).

L'occupation des sols de la commune, telle qu'elle ressort de la base de données européenne d’occupation biophysique des sols Corine Land Cover (CLC), est marquée par l'importance des territoires agricoles (69,7 % en 2018), une proportion sensiblement équivalente à celle de 1990 (69,5 %). La répartition détaillée en 2018 est la suivante : 
forêts (30,3 %), terres arables (30,2 %), zones agricoles hétérogènes (21,5 %), prairies (18 %). L'évolution de l’occupation des sols de la commune et de ses infrastructures peut être observée sur les différentes représentations cartographiques du territoire : la carte de Cassini (XVIIIe siècle), la carte d'état-major (1820-1866) et les cartes ou photos aériennes de l'IGN pour la période actuelle (1950 à aujourd'hui).

### Lieux-dits et hameaux
- Biélé
- Coudas
- Gabriel
- Migou
- Le Moulin
- Péré
- Bourg
- Lannes
- Baillenx
- Pierrou.

### Voies de communication et transports
La commune est desservie par les routes départementales D 269 et D 946

### Risques majeurs
Le territoire de la commune de Morlanne est vulnérable à différents aléas naturels : météorologiques (tempête, orage, neige, grand froid, canicule ou sécheresse), inondations et séisme (sismicité modérée). Il est également exposé à un risque technologique,  le transport de matières dangereuses. Un site publié par le BRGM permet d'évaluer simplement et rapidement les risques d'un bien localisé soit par son adresse soit par le numéro de sa parcelle.

#### Risques naturels
Certaines parties du territoire communal sont susceptibles d’être affectées par le risque d’inondation par une crue à  débordement lent de cours d'eau, notamment le Luy du Béarn. La commune a été reconnue en état de catastrophe naturelle au titre des dommages causés par les inondations et coulées de boue survenues en 1982, 1983, 1992, 1993, 2009 et 2018,.

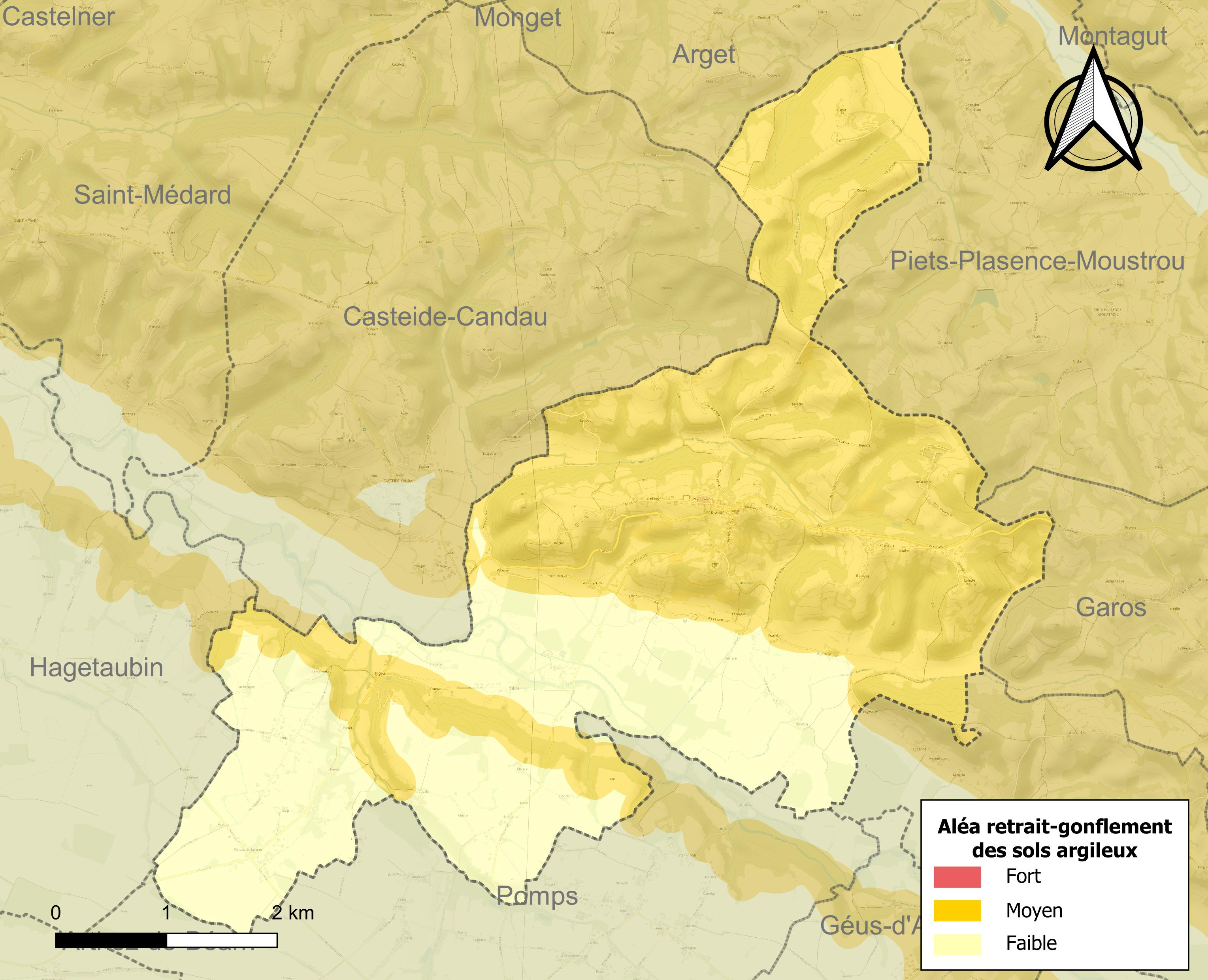
Carte des zones d'aléa retrait-gonflement des sols argileux de Morlanne.

Le retrait-gonflement des sols argileux est susceptible d'engendrer des dommages importants aux bâtiments en cas d’alternance de périodes de sécheresse et de pluie. 62,4 % de la superficie communale est en aléa moyen ou fort (59 % au niveau départemental et 48,5 % au niveau national). Depuis le 1er octobre 2020, en application de la loi ELAN, différentes contraintes s'imposent aux vendeurs, maîtres d'ouvrages ou constructeurs de biens situés dans une zone classée en aléa moyen ou fort,.

## Toponymie
Le toponyme Morlanne apparaît sous les formes Morlana (1286, titres de Béarn), Morlane (1288, notaires de Navarrenx) et Sent-Laurentz de Morlana (1537, notaires de Garos).
Son nom béarnais est Morlana ou Mourlane.
Le toponyme Péré apparaît sous la forme Perer (1385, censier de Béarn).

## Histoire
Il existait un fief éponyme au Moyen-Âge. Voici une partie de la généalogie et de l'histoire des seigneurs de Morlanne :
- le premier seigneur de Morlanne connu est Gailhard de Morlanne, cité en 1060 ;
- un autre seigneur de Morlanne, né vers 1290, avait épousé en 1313 : Jeanne de Comminges. Il meurt en 1348 et est cité à cette date comme seigneur de Morlanne, de Lannes, d'Ousse, de Cambus et de Montaut ;
- parmi les 6 enfants du couple précédent (3 filles et 3 fils : Monaut, Bayard dit Gailhart et Fortaner dit Guissernaut), Jeanne de Comminges choisit comme successeur : Monaut de Morlanne, qui devient donc seigneur de Morlanne en 1348. Monaut de Morlanne avait épousé Condor de Castelnau-Tursan, d'où une fille :
- Jehanne de Morlanne (née vers 1340) qui épouse en 1353 : Arnaud-Guilhem de Béarn (1330-1397), fils bâtard du comte Gaston II de Foix et demi-frère de Gaston Fébus. À la mort de son père, Jehanne devient dame et héritière de Morlanne ;
- à la mort de Jehanne de Morlanne (vraisemblablement survenue en 1373), Arnaud-Guilhem de Béarn devint seigneur de Morlanne sous le nom d'Arnaud-Guilhem de Morlanne et se remarie, d'où quatre enfants issus du mariage avec Johanne de Morlanne : Gratien de Béarn (1354-1394), Guilhem-Arnaud de Morlanne, Marguerite et Catherine ;
- Guilhem-Arnaud de Morlanne (né vers 1365) a épousé vers 1385 Jeanne de Lescun et semble être devenu momentanément seigneur de Morlanne. En 1385[29], Morlanne comptait 72 feux et dépendait du bailliage de Garos ;
- nous ne savons pas[Qui ?] le devenir de Guilhem-Arnaud de Morlanne après 1385, mais nous savons qu'une fille ou plutôt une petite fille d'Arnaud-Guilhem de Béarn de Morlanne connue sous le nom de Clermonde de Béarn (mère inconnue) épouse Raymond-Arnaud IV de Coarraze, et il semble que ce soit par ce mariage que Morlanne passe aux Coarraze. Le fief et le château de Morlanne sont-ils la dot de Clermonde de Béarn ?, c'est possible. Si Clermonde est la petite fille d'Arnaud-Guilhem de Béarn, alors il est vraisemblable qu'elle est la fille de Gratien de Béarn (1354-1394) ;
- quatre générations plus tard, Catherine de Coarraze (1431-1492), seule héritière testamentaire de son père Raymond-Arnaud VI de Coarraze - marié en 1429 à Isabelle de Castelnau-Bretenoux - vend Morlanne en 1469 à Odet d'Aydie. Il convient de signaler que Catherine de Coarraze avait épousé en 1442 Mathieu de Foix-Grailly (1391-1453), d'où : Jeanne et Marguerite de Foix.

Paul Raymond note que la baronnie de Morlanne fut créée en 1643, et qu'elle était vassale de la vicomté de Béarn. De cette même vicomté relevait une abbaye laïque située sur la commune.
Isaac Pierre Ignace du Fraiche ou du Fraixe (fils de Jean, décédé le 16 juillet 1606, seigneur d'Aygnan et de Saint-Goin, maître des requêtes du roi, conseiller d'État, président au grand conseil de Navarre, marié à Jeanne de Casamajor), maréchal de camp des armées du roi, seigneur de Lée et d'Oust, baron de Morlanne lors de sa création en 1643, châtelain et gouverneur du château de Morlanne, abbé laïque de l'abbaye du même nom, marié le 8 février 1624 à Jeanne de Lacomme.

## Politique et administration
| Période                                  | Période  | Identité               | Étiquette | Qualité |
| ---------------------------------------- | -------- | ---------------------- | --------- | ------- |
| 1995                                     | 2008     | Philippe Laborde-Rayna | MoDem     |         |
| 2008                                     | 2014     | Philippe Laborde-Rayna | UMP       |         |
| 2014                                     | En cours | Philippe Laborde-Rayna | UMP       |         |
| Les données manquantes sont à compléter. |          |                        |           |         |

### Intercommunalité
Morlanne appartient à quatre structures intercommunales :
- la communauté de communes des Luys en Béarn ;
- le syndicat AEP d'Arzacq ;
- le syndicat d'énergie des Pyrénées-Atlantiques ;
- le syndicat mixte des écoles de Morlanne et Castéide-Candau.

La commune accueille le siège du syndicat mixte des écoles de Morlanne et Castéide-Candau.

## Population et société

### Démographie
L'évolution du nombre d'habitants est connue à travers les recensements de la population effectués dans la commune depuis 1793. Pour les communes de moins de 10 000 habitants, une enquête de recensement portant sur toute la population est réalisée tous les cinq ans, les populations de référence des années intermédiaires étant quant à elles estimées par interpolation ou extrapolation. Pour la commune, le premier recensement exhaustif entrant dans le cadre du nouveau dispositif a été réalisé en 2004.

En 2022, la commune comptait 613 habitants, en évolution de +5,69 % par rapport à 2016 (Pyrénées-Atlantiques : +3,78 %, France hors Mayotte : +2,11 %).
| 1793 | 1800 | 1806 | 1821 | 1831 | 1836 | 1841 | 1846  | 1851  |
| ---- | ---- | ---- | ---- | ---- | ---- | ---- | ----- | ----- |
| 780  | 657  | 825  | 895  | 805  | 900  | 960  | 1 010 | 1 003 |

| 1856  | 1861 | 1866 | 1872 | 1876 | 1881 | 1886 | 1891 | 1896 |
| ----- | ---- | ---- | ---- | ---- | ---- | ---- | ---- | ---- |
| 1 000 | 897  | 883  | 861  | 855  | 858  | 814  | 772  | 728  |

| 1901 | 1906 | 1911 | 1921 | 1926 | 1931 | 1936 | 1946 | 1954 |
| ---- | ---- | ---- | ---- | ---- | ---- | ---- | ---- | ---- |
| 704  | 677  | 670  | 632  | 547  | 466  | 469  | 406  | 389  |

| 1962 | 1968 | 1975 | 1982 | 1990 | 1999 | 2004 | 2006 | 2009 |
| ---- | ---- | ---- | ---- | ---- | ---- | ---- | ---- | ---- |
| 361  | 366  | 338  | 386  | 389  | 428  | 454  | 469  | 574  |

| 2014 | 2019 | 2022 | - | - | - | - | - | - |
| ---- | ---- | ---- | - | - | - | - | - | - |
| 582  | 613  | 613  | - | - | - | - | - | - |

## Culture locale et patrimoine

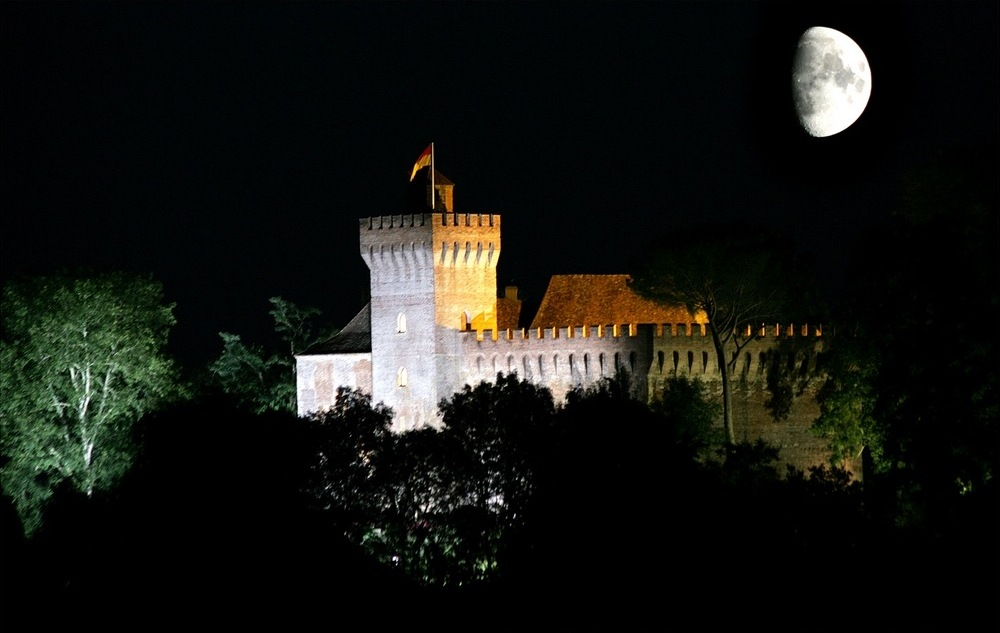
Le château de Morlanne, de nuit.

### Patrimoine civil
Morlanne possède un ensemble fortifié protohistorique, dit castéra du Bialer ou camp romain, au lieu-dit Bialer, qui comprend une  motte, un fossé et une enceinte.
La commune s'est développée à partir d'un castelnau dont les origines remontent au XIe siècle.
Morlanne possède une ancienne abbaye laïque, dite La Tour, qui date de 1470 et 1480 et qui fut remaniée au XVIe siècle. Le manoir, dit abbaye laïque ou maison de Domec, date quant à lui des XVe et XVIe siècles. On peut y voir deux peintures monumentales du XVe siècle.
Le château de Morlanne est inscrit aux monuments historiques depuis 1975. Le rez-de-chaussée est visitable et abrite une importante collection de poteries.
Quelques fermes des XVIIIe et XIXe siècles sont classées aux monuments historiques, tout comme le four à pain du XIXe siècle sur la voie communale 10.
Morlanne possède un ensemble de maisons également classées dont les dates de construction s'échelonnent du XVe au XIXe siècle, telles que la  maison Lageye (XVe siècle), la maison de maître dite maison Gassiotte (début XVIe siècle) et la maison de maître dite maison Rigoulet (1680).
Le moulin de Laubadère fut construit au XVIIIe siècle et remanié au siècle suivant.
Le monument aux morts de la guerre de 1914-1918, érigé en 1920, est également classé.

### Patrimoine religieux
L'église Saint-Laurent des XIIIe, XIVe et XVe siècles, fut remaniée aux XVIe et XVIIIe siècles. Elle recèle du mobilier et des objets classés par le ministère de la Culture. Le presbytère date, quant à lui, du XVIIIe siècle.
Morlanne est située sur la via Podiensis du pèlerinage de Saint-Jacques-de-Compostelle.

## Équipements
La commune dispose d'une école primaire, d'une bibliothèque, d'une crèche, d’une agence postale, d’arènes, de plusieurs restaurants, un concept store deco et bar à jus, un salon de coiffure, d'une salle polyvalente et sportive et d'une maison de retraite.

## Personnalités liées à la commune

### Nées auXVIIIesiècle
- Claude Séné (1724-?) est un ébéniste français et un menuisier en chaises. Il fut reçu maître en juillet 1743 et était installé rue de Cléry à Paris. On peut voir quelques-uns de ses fauteuils (style Régence et style Louis XVI) au château de Morlanne.

### Nées auXXesiècle

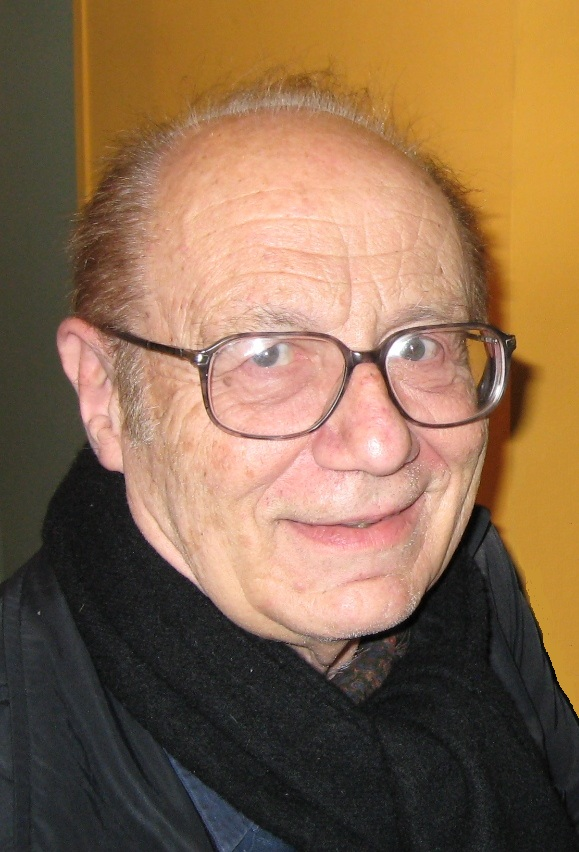
Pierre Bourgeade

- Pierre Bourgeade, né en 1927 à Morlanne, est un romancier, poète et dramaturge. Sur son village natal, il a écrit :
  -  :« Je suis né dans un petit village des Pyrénées, Morlanne, dont l'unique rue, la carrère, s'allonge sur le sommet d'une colline que dominent, d'un côté, la haute masse d'une église fortifiée, et de l'autre le château. J'allais, bien sûr, à l'école publique. Apprenant, au cours élémentaire, comment, pendant la Révolution, le Tiers avait triomphé des deux ordres, il me semblait, quand je rentrais à la maison, que la carrère était le reflet exact de l'Histoire et j'espérais qu'un jour, quand je serais grand, des conflits analogues s'élèveraient entre le Tiers et le reste, et seraient résolus de la même manière. Je rêvais à cela, à sept ou huit ans, en rentrant de l'école, je rêvais à une révolution définitive, sans savoir ce qui pourrait la motiver, mais j'espérais vivre, rien que pour la forme, et je rêvais que j'écrirais des livres. »[59]
  -  :« Aux marches du Béarn, Morlanne est un village de trois cents âmes, perché depuis dix siècles, sur l'une de ces collines qui, de l'autre côté de la pleine du gave, font face aux Pyrénées. Jules César y établit un camp où l'on peut encore méditer sur l'ambition, l'histoire, le triomphe des ronces et des orties. Du camp romain, comme de tout autre endroit de Morlanne, l'œil domine, au sud, un bon tiers de la chaîne des Pyrénées ; à l'ouest, les Landes monotones ; à l'est, l'Armagnac turbulent ; au nord, cette contrée confuse, vaste et poussiéreuse, que le Béarn hautement civilisé rêva toujours d'annexer la France. Gaston Fébus quittait chaque jour sa citadelle d'Orthez, distante de cinq lieues, passait au château de Salles-Pisse où vivaient ses cousines, et venait à Morlanne prendre le thé avec ses maîtresses, en parlant de rêve qu'Henri, fils de Jeanne d'Albret, devait finalement réaliser. Visiter Morlanne, c'est visiter ce rêve, qui semblait fou. Je suis né là, dans la carrière qui joint l'église au château-fort. Devant notre maison, où mon grand-père, par ailleurs menuisier, pressait le raisin de vigne, s'activaient, sans trêve ni repos, le charpentier, le forgeron, le maréchal-ferrant, le sabotier. Dans le jardin, derrière, je regardais aussi vers ces contrées mystérieuses où je savais qu'un jour j'irais. Les petits Morlannais parlaient patois à la maison, latin à l'église, un maître unique, à l'école communale, chargé de huit classes, leur enseignait, de manière inflexible, le français. Ils se gondolent, aujourd'hui, quand ils apprennent qu'on peut entrer en sixième sans savoir lire. Le château de Morlanne, qui se visite, est riche de nombreuses collections. L'église, monument historique du XIIe siècle, est un chef-d'œuvre de l'art surréaliste. Elle compte trois tours, l'une ronde, l'autre carrée, la troisième pentagonale, par quoi l'architecte inconnu semble avoir transmis un message complexe, qu'il appartient à chacun de déchiffrer. »[60]